# Daiki Hashioka
Daiki Hashioka (橋岡 大樹?, Hashioka Daiki; Saitama, 17 maggio 1999) è un calciatore giapponese, difensore o centrocampista dello Slavia Praga e della nazionale giapponese.

## Statistiche

### Presenze e reti nei club
Statistiche aggiornate al 24 aprile 2025.
| Stagione            | Squadra             | Campionato          | Campionato | Campionato | Coppa nazionale | Coppa nazionale | Coppa nazionale | Coppe continentali | Coppe continentali | Coppe continentali | Altre coppe | Altre coppe | Altre coppe | Totale | Totale |
| Stagione            | Squadra             | Comp                | Pres       | Reti       | Comp            | Pres            | Reti            | Comp               | Pres               | Reti               | Comp        | Pres        | Reti        | Pres   | Reti   |
| ------------------- | ------------------- | ------------------- | ---------- | ---------- | --------------- | --------------- | --------------- | ------------------ | ------------------ | ------------------ | ----------- | ----------- | ----------- | ------ | ------ |
| 2017                | Urawa Reds          | J1                  | 0          | 0          | CdL+CI          | 2+0             | 0               | AFC                | 0                  | 0                  | SJ+SBC+Cmc  | 0           | 0           | 2      | 0      |
| 2018                | Urawa Reds          | J1                  | 25         | 1          | CdL+CI          | 5+4             | 0               | -                  | -                  | -                  | -           | -           | -           | 34     | 1      |
| 2019                | Urawa Reds          | J1                  | 18         | 2          | CdL+CI          | 0+1             | 0               | ACL                | 8                  | 2                  | SJ          | 1           | 0           | 28     | 4      |
| 2020                | Urawa Reds          | J1                  | 31         | 1          | CdL             | 1               | 0               | -                  | -                  | -                  | -           | -           | -           | 32     | 1      |
| Totale Urawa Reds   | Totale Urawa Reds   | Totale Urawa Reds   | 74         | 4          |                 | 13              | 0               |                    | 8                  | 2                  |             | 1           | 0           | 96     | 6      |
| gen.-giu. 2021      | Sint-Truiden        | D1                  | 6          | 0          | CB              | 0               | 0               | -                  | -                  | -                  | -           | -           | -           | 6      | 0      |
| 2021-2022           | Sint-Truiden        | D1                  | 30         | 0          | CB              | 1               | 0               | -                  | -                  | -                  | -           | -           | -           | 31     | 0      |
| 2022-2023           | Sint-Truiden        | D1                  | 32         | 0          | CB              | 3               | 0               | -                  | -                  | -                  | -           | -           | -           | 35     | 0      |
| 2023-gen. 2024      | Sint-Truiden        | D1                  | 18         | 2          | CB              | 1               | 0               | -                  | -                  | -                  | -           | -           | -           | 19     | 2      |
| Totale Sint-Truiden | Totale Sint-Truiden | Totale Sint-Truiden | 86         | 2          |                 | 5               | 0               |                    | -                  | -                  |             | -           | -           | 91     | 2      |
| gen.-giu. 2024      | Luton Town          | PL                  | 10         | 0          | FACup           | 1               | 0               | -                  | -                  | -                  | -           | -           | -           | 11     | 0      |
| 2024-2025           | Luton Town          | FLC                 | 17         | 0          | FACup           | 0               | 0               | -                  | -                  | -                  | -           | -           | -           | 17     | 0      |
| Totale Luton Town   | Totale Luton Town   | Totale Luton Town   | 27         | 0          |                 | 1               | 0               |                    | -                  | -                  |             | -           | -           | 28     | 0      |
| Totale carriera     | Totale carriera     | Totale carriera     | 187        | 6          |                 | 19              | 0               |                    | 8                  | 2                  |             | 1           | 0           | 215    | 8      |

### Cronologia presenze e reti in nazionale
| Cronologia completa delle presenze e delle reti in nazionale ― Giappone | Cronologia completa delle presenze e delle reti in nazionale ― Giappone | Cronologia completa delle presenze e delle reti in nazionale ― Giappone | Cronologia completa delle presenze e delle reti in nazionale ― Giappone | Cronologia completa delle presenze e delle reti in nazionale ― Giappone | Cronologia completa delle presenze e delle reti in nazionale ― Giappone | Cronologia completa delle presenze e delle reti in nazionale ― Giappone | Cronologia completa delle presenze e delle reti in nazionale ― Giappone |
| Data                                                                    | Città                                                                   | In casa                                                                 | Risultato                                                               | Ospiti                                                                  | Competizione                                                            | Reti                                                                    | Note                                                                    |
| ----------------------------------------------------------------------- | ----------------------------------------------------------------------- | ----------------------------------------------------------------------- | ----------------------------------------------------------------------- | ----------------------------------------------------------------------- | ----------------------------------------------------------------------- | ----------------------------------------------------------------------- | ----------------------------------------------------------------------- |
| 10-12-2019                                                              | Busan                                                                   | Cina                                                                    | 1 – 2                                                                   | Giappone                                                                | Coppa dell'Asia orientale 2019                                          | -                                                                       | 84’                                                                     |
| 18-12-2019                                                              | Busan                                                                   | Corea del Sud                                                           | 1 – 0                                                                   | Giappone                                                                | Coppa dell'Asia orientale 2019                                          | -                                                                       |                                                                         |
| 24-3-2023                                                               | Tokyo                                                                   | Giappone                                                                | 1 – 1                                                                   | Uruguay                                                                 | Amichevole                                                              | -                                                                       | 89’                                                                     |
| 9-9-2023                                                                | Wolfsburg                                                               | Germania                                                                | 1 – 4                                                                   | Giappone                                                                | Amichevole                                                              | -                                                                       | 84’                                                                     |
| 12-9-2023                                                               | Genk                                                                    | Giappone                                                                | 4 – 2                                                                   | Turchia                                                                 | Amichevole                                                              | -                                                                       | 46’                                                                     |
| 13-10-2023                                                              | Niigata                                                                 | Giappone                                                                | 4 – 1                                                                   | Canada                                                                  | Amichevole                                                              | -                                                                       | 83’                                                                     |
| 17-10-2023                                                              | Kōbe                                                                    | Giappone                                                                | 2 – 0                                                                   | Tunisia                                                                 | Amichevole                                                              | -                                                                       | 82’                                                                     |
| 21-3-2024                                                               | Tokyo                                                                   | Giappone                                                                | 1 – 0                                                                   | Corea del Nord                                                          | Qual. Mondiali 2026                                                     | -                                                                       | 74’                                                                     |
| 6-6-2024                                                                | Yangon                                                                  | Birmania                                                                | 0 – 5                                                                   | Giappone                                                                | Qual. Mondiali 2026                                                     | -                                                                       |                                                                         |
| 15-11-2024                                                              | Giacarta                                                                | Indonesia                                                               | 0 – 4                                                                   | Giappone                                                                | Qual. Mondiali 2026                                                     | -                                                                       |                                                                         |
| 19-11-2024                                                              | Xiamen                                                                  | Cina                                                                    | 1 – 3                                                                   | Giappone                                                                | Qual. Mondiali 2026                                                     | -                                                                       | 77’                                                                     |
| Totale                                                                  |                                                                         | Presenze                                                                | 11                                                                      |                                                                         | Reti                                                                    | 0                                                                       |                                                                         |

| Cronologia completa delle presenze e delle reti in nazionale ― Giappone Olimpica | Cronologia completa delle presenze e delle reti in nazionale ― Giappone Olimpica | Cronologia completa delle presenze e delle reti in nazionale ― Giappone Olimpica | Cronologia completa delle presenze e delle reti in nazionale ― Giappone Olimpica | Cronologia completa delle presenze e delle reti in nazionale ― Giappone Olimpica | Cronologia completa delle presenze e delle reti in nazionale ― Giappone Olimpica | Cronologia completa delle presenze e delle reti in nazionale ― Giappone Olimpica | Cronologia completa delle presenze e delle reti in nazionale ― Giappone Olimpica |
| Data                                                                             | Città                                                                            | In casa                                                                          | Risultato                                                                        | Ospiti                                                                           | Competizione                                                                     | Reti                                                                             | Note                                                                             |
| -------------------------------------------------------------------------------- | -------------------------------------------------------------------------------- | -------------------------------------------------------------------------------- | -------------------------------------------------------------------------------- | -------------------------------------------------------------------------------- | -------------------------------------------------------------------------------- | -------------------------------------------------------------------------------- | -------------------------------------------------------------------------------- |
| 28-7-2021                                                                        | Yokohama                                                                         | Francia                                                                          | 0 – 4                                                                            | Giappone                                                                         | Olimpiadi 2020 - 1º turno                                                        | -                                                                                | 55’                                                                              |
| 31-7-2021                                                                        | Kashima                                                                          | Giappone                                                                         | 0 – 0 dts (4 – 2 dtr)                                                            | Nuova Zelanda                                                                    | Olimpiadi 2020 - Quarti di finale                                                | -                                                                                |                                                                                  |
| 3-8-2021                                                                         | Saitama                                                                          | Giappone                                                                         | 0 – 1 dts                                                                        | Spagna                                                                           | Olimpiadi 2020 - Semifinale                                                      | -                                                                                | 118’                                                                             |
| Totale                                                                           |                                                                                  | Presenze                                                                         | 3                                                                                |                                                                                  | Reti                                                                             | 0                                                                                |                                                                                  |

| Cronologia completa delle presenze e delle reti in nazionale ― Giappone under 23 | Cronologia completa delle presenze e delle reti in nazionale ― Giappone under 23 | Cronologia completa delle presenze e delle reti in nazionale ― Giappone under 23 | Cronologia completa delle presenze e delle reti in nazionale ― Giappone under 23 | Cronologia completa delle presenze e delle reti in nazionale ― Giappone under 23 | Cronologia completa delle presenze e delle reti in nazionale ― Giappone under 23 | Cronologia completa delle presenze e delle reti in nazionale ― Giappone under 23 | Cronologia completa delle presenze e delle reti in nazionale ― Giappone under 23 |
| Data                                                                             | Città                                                                            | In casa                                                                          | Risultato                                                                        | Ospiti                                                                           | Competizione                                                                     | Reti                                                                             | Note                                                                             |
| -------------------------------------------------------------------------------- | -------------------------------------------------------------------------------- | -------------------------------------------------------------------------------- | -------------------------------------------------------------------------------- | -------------------------------------------------------------------------------- | -------------------------------------------------------------------------------- | -------------------------------------------------------------------------------- | -------------------------------------------------------------------------------- |
| 31-5-2018                                                                        | Vitrolles                                                                        | Giappone under 23                                                                | 3 – 2                                                                            | Portogallo under 23                                                              | Torneo di Tolone 2018 - 1º turno                                                 | -                                                                                |                                                                                  |
| 3-6-2018                                                                         | Fos-sur-Mer                                                                      | Giappone under 23                                                                | 1 – 1                                                                            | Canada under 23                                                                  | Torneo di Tolone 2018 - 1º turno                                                 | -                                                                                |                                                                                  |
| 17-11-2018                                                                       | Dubai                                                                            | Giappone under 23                                                                | 5 – 0                                                                            | Kuwait under 23                                                                  | Amichevole                                                                       | -                                                                                |                                                                                  |
| 20-11-2018                                                                       | Dubai                                                                            | Emirati Arabi Uniti under 23                                                     | 1 – 1                                                                            | Giappone under 23                                                                | Amichevole                                                                       | -                                                                                | 70’                                                                              |
| 24-3-2019                                                                        | Yangon                                                                           | Timor Est under 23                                                               | 0 – 6                                                                            | Giappone under 23                                                                | Qualificazioni Coppa d'Asia AFC Under-23 2020                                    | -                                                                                |                                                                                  |
| 6-9-2019                                                                         | Celaya                                                                           | Messico under 23                                                                 | 0 – 0                                                                            | Giappone under 23                                                                | Amichevole                                                                       | -                                                                                | 57’                                                                              |
| 9-9-2019                                                                         | Chula Vista                                                                      | Stati Uniti under 23                                                             | 2 – 0                                                                            | Giappone under 23                                                                | Amichevole                                                                       | -                                                                                |                                                                                  |
| 14-10-2019                                                                       | Recife                                                                           | Brasile under 23                                                                 | 2 – 3                                                                            | Giappone under 23                                                                | Amichevole                                                                       | -                                                                                |                                                                                  |
| 9-1-2020                                                                         | Rangsit                                                                          | Giappone under 23                                                                | 1 – 2                                                                            | Arabia Saudita under 23                                                          | Coppa d'Asia AFC Under-23 2020                                                   | -                                                                                |                                                                                  |
| 12-1-2020                                                                        | Rangsit                                                                          | Siria under 23                                                                   | 2 – 1                                                                            | Giappone under 23                                                                | Coppa d'Asia AFC Under-23 2020                                                   | -                                                                                |                                                                                  |
| 15-1-2020                                                                        | Bangkok                                                                          | Qatar under 23                                                                   | 1 – 1                                                                            | Giappone under 23                                                                | Coppa d'Asia AFC Under-23 2020                                                   | -                                                                                |                                                                                  |
| 12-6-2021                                                                        | Toyota                                                                           | Giappone under 23                                                                | 4 – 0                                                                            | Giamaica under 23                                                                | Amichevole                                                                       | -                                                                                | 60’                                                                              |
| 12-7-2021                                                                        | Ōsaka                                                                            | Giappone under 23                                                                | 3 – 1                                                                            | Honduras under 23                                                                | Amichevole                                                                       | -                                                                                | 80’                                                                              |
| 17-7-2021                                                                        | Kōbe                                                                             | Giappone under 23                                                                | 1 – 1                                                                            | Spagna under 23                                                                  | Amichevole                                                                       | -                                                                                | 46’                                                                              |
| Totale                                                                           |                                                                                  | Presenze                                                                         | 14                                                                               |                                                                                  | Reti                                                                             | 0                                                                                |                                                                                  |

| Cronologia completa delle presenze e delle reti in nazionale ― Giappone under 20 | Cronologia completa delle presenze e delle reti in nazionale ― Giappone under 20 | Cronologia completa delle presenze e delle reti in nazionale ― Giappone under 20 | Cronologia completa delle presenze e delle reti in nazionale ― Giappone under 20 | Cronologia completa delle presenze e delle reti in nazionale ― Giappone under 20 | Cronologia completa delle presenze e delle reti in nazionale ― Giappone under 20 | Cronologia completa delle presenze e delle reti in nazionale ― Giappone under 20 | Cronologia completa delle presenze e delle reti in nazionale ― Giappone under 20 |
| Data                                                                             | Città                                                                            | In casa                                                                          | Risultato                                                                        | Ospiti                                                                           | Competizione                                                                     | Reti                                                                             | Note                                                                             |
| -------------------------------------------------------------------------------- | -------------------------------------------------------------------------------- | -------------------------------------------------------------------------------- | -------------------------------------------------------------------------------- | -------------------------------------------------------------------------------- | -------------------------------------------------------------------------------- | -------------------------------------------------------------------------------- | -------------------------------------------------------------------------------- |
| 25-3-2018                                                                        | Giacarta                                                                         | Indonesia under 20                                                               | 1 – 4                                                                            | Giappone under 20                                                                | Amichevole                                                                       | -                                                                                | cap.                                                                             |
| 3-9-2018                                                                         | Narashino                                                                        | Giappone under 20                                                                | 2 – 0                                                                            | Vietnam under 20                                                                 | Amichevole                                                                       | -                                                                                | 77’                                                                              |
| 7-9-2018                                                                         | Città del Messico                                                                | Messico under 20                                                                 | 1 – 1                                                                            | Giappone under 20                                                                | Amichevole                                                                       | -                                                                                | 46’                                                                              |
| 9-9-2018                                                                         | Città del Messico                                                                | Brasile under 20                                                                 | 1 – 1                                                                            | Giappone under 20                                                                | Amichevole                                                                       | -                                                                                |                                                                                  |
| 19-10-2018                                                                       | Cibinong                                                                         | Giappone under 20                                                                | 5 – 2                                                                            | Corea del Nord under 20                                                          | Coppa d'Asia AFC Under-19 2018                                                   | -                                                                                |                                                                                  |
| 22-10-2018                                                                       | Cibinong                                                                         | Thailandia under 20                                                              | 1 – 3                                                                            | Giappone under 20                                                                | Coppa d'Asia AFC Under-19 2018                                                   | -                                                                                |                                                                                  |
| 28-10-2018                                                                       | Giacarta                                                                         | Giappone under 20                                                                | 2 – 0                                                                            | Indonesia under 20                                                               | Coppa d'Asia AFC Under-19 2018                                                   | -                                                                                |                                                                                  |
| 1-11-2018                                                                        | Cibinong                                                                         | Giappone under 20                                                                | 0 – 2                                                                            | Arabia Saudita under 20                                                          | Coppa d'Asia AFC Under-19 2018                                                   | -                                                                                | cap. 68’                                                                         |
| Totale                                                                           |                                                                                  | Presenze                                                                         | 8                                                                                |                                                                                  | Reti                                                                             | 0                                                                                |                                                                                  |

## Palmarès

### Club

#### Competizioni internazionali
- Coppa Suruga Bank: 1

Urawa Red Diamonds: 2017
- AFC Champions League: 1

Urawa Red Diamonds: 2017

#### Competizioni nazionali
- Coppa dell'Imperatore: 1

Urawa Red Diamonds: 2018